# 禾秆紫柄蕨
禾秆紫柄蕨（学名：Pseudophegopteris microstegia），为金星蕨科紫柄蕨属下的一个植物种。